# محمد عبد العزيز الخولي
محمد عبد العزيز الخَوْلي (1892 - 12 أبريل 1931) / (1310 هـ - 25 ذي القعدة 1349 هـ)، فقيه مصري. ولد في الحامول في المنوفية، وتخرج بمدرسة القضاء الشرعي بالقاهرة. عمل واعظًا وأستاذًا للشريعة الإسلامية. له عدة مؤلفات دينية وأدبية. توفي في القاهرة عن 39 عامًا.

## سيرته
ولد محمد عبد العزيز بن علي الشاذلي الخَوْلي سنة 1310 هـ/ 1892 في بلدة الحامول في المنوفية بالخديوية المصرية، ونشأ بها. تلقى مقدماته فيها وحفظ القرآن، ثم التحق بالأزهر وبعد مدة انتقل إلى معهد الإسكندرية. وفي سنة 1911 التحق بمدرسة القضاء الشرعي، ولما تخرّج عيّن مدرّسًا بالمعهد الذي تخرج منه سنة 1922. ولما أنشئ به قسم التخصص في الشريعة الإسلامية اختير مدرّسًا فيه، ثم انتقل أستاذًا للشريعة الإسلامية بمدرسة دار العلوم.

توفي يوم 25 ذي القعدة 1349 هـ/ 1931 م في القاهرة عاصمة المملكة المصرية.

## آثاره
من مؤلفاته:
- «مفتاح السنة أو تاريخ فنون الحديث» [7]
- «تاريخ فنون الحديث النبوي» [8]
- «الأدب النبوي، مختارات من السنة المطهرة في الأدب»، [9] جاء في مقدمته «فإن رسول الله صلى الله عليه وسلم أدبه العليم الحكيم، بما أنزل عليه من آي الكتاب المبين؛ فكان تكوينه خير تكوين، وتثقيفه أول تثقيف؛ فصدرت منه آيات بينات؛ وحكم خالدات؛ وعبارات في الأدب غاية.. وقد تولى الفضلاء السابقون كلمه صلى الله عليه وسلم بالشرح والبيان؛ والاستنباط والاستنتاج؛ ولكن أدخلوا في طي ذلك ضروبا من الإعراب، وشتيتا من الروايات؛ وخليطا من الاستطراد؛ وكانوا يكتبون بلغة عصرهم، وروح وقتهم؛ ويمثلون من مشهودهم؛ فكان في ذلك إملال على القارىء؛ وإبعاد عن عصره الحاضر؛ خصوصا إذا لم يضرب في النحو بسهم غائر؛ ولم يكن له من فن الرواية حظ وافر؛  فأردت- ألهمني الله وإياك سبيل السداد إلى مئات من الأحاديث المنتقاة المتخيرة؛ التي تمتّ إلى العصر الحاضر بكبير الصلة فجمعتها جمعا؛ صحيحة غير معتلة؛ وقيمة غير معوجة؛ وتوليتها بالشرح والبيان شرحا يجاري الحياة؛ ويفصل شئونها؛ ويجلي غوامضها؛ ويحكم في أمورها؛ ويضرب في صميمها؛ شرحا يلمحه الأديب فيروقه رصفه؛ ويقرأه المربي فيسايره نهجه؛ وينظره القارىء الساذج فيسهل عليه فهمه؛ وتروى منه نفسه؛ شرحا فيه لكل مدرّس غنية؛ ولكل طالب بغية؛ ولكل راغب في الدين أو الخلق منية؛ وقد ضمنته جميع الأحاديث المقررة بالمدارس المصرية على اختلاف درجاتها..» [10]
- «تفسير سورة ق»
- «إصلاح الوعظ الديني» [11]
- «بحوث في الأحكام الشخصية»
- «مقارنات بين المذاهب الأربعة»
- «مقارنات بين المذاهب الأربعة في حقوق الأسرة»
- «القرآن وصفه هدايته أثره إعجازه»
- «الوجيز في أصول الفقه»